# Break Every Rule
Break Every Rule es el sexto álbum de estudio de la cantante suiza Tina Turner, lanzado en 1986 por Capitol.

## Antecedentes
Él álbum logró alcanzó el número 4 en los EE.UU y rápidamente fue certificado como disco de platino al superar 1.000.000 copias vendidas en dicho país, en Occidente entró en la lista de álbumes del Reino Unido en el #2, fue certificado triple disco de platino y llegó a vender más de 1,2 millones de copias solamente en el Reino Unido. En Alemania tuvo un éxito similar y vendió 1 millón de copias en pocas semanas. El álbum alcanzó el número uno en varios países europeos, entre ellos Alemania (12 semanas) y Suiza.
Turner realizó una gran gira mundial para promocionar el álbum, incluyendo la fecha récord en Río de Janeiro en la que cantó ante más de 180.000 personas. El concierto fue filmado y lanzado en video. Otras fechas de la etapa europea de su gira, se registraron y se lanzaron en el álbum en vivo "Tina Live in Europe", en 1988.

## Lista de canciones
| #  | Título                                                             | Duración |
| -- | ------------------------------------------------------------------ | -------- |
| 1  | "Typical Male" Compositor(es): Terry Britten, Graham Lyle          | 4:03     |
| 2  | "What You Get Is What You See" Compositor(es): Britten, Lyle       | 4:31     |
| 3  | "Two People" Compositor(es): Britten, Lyle                         | 4:11     |
| 4  | "Till The Right Man Comes Along" Compositor(es): Britten, Lyle     | 4:11     |
| 5  | "Afterglow" Compositor(es): Britten, Lyle                          | 4:30     |
| 6  | "Girls" Compositor(es): David Bowie, Erdal Kizilcay                | 4:56     |
| 7  | "Back Where You Started" Compositor(es): Bryan Adams, Jim Vallance | 4:27     |
| 8  | "Break Every Rule" Compositor(es): Rupert Hine, Jeannette Obstoj   | 4:40     |
| 9  | "Overnight Sensation" Compositor(es): Mark Knopfler                | 4:03     |
| 10 | "Paradise Is Here" Compositor(es): Paul Brady                      | 5:35     |
| 11 | "I'll Be Thunder" Compositor(es): Hine, Obstoj                     | 5:21     |

## Lados B
| Título                        | Sencillo                                 |
| ----------------------------- | ---------------------------------------- |
| "Don't Turn Around"           | "Typical Male"                           |
| "Havin' a Party"              | "Two People"                             |
| "Take Me to the River"        | "Girls" & "What You Get Is What You See" |
| "In the Midnight Hour" (Live) | "Paradise Is Here"                       |

## Posicionamiento
| Gráfico (1986)            | Posición |
| ------------------------- | -------- |
| Australian Albums Chart   | 11       |
| German Albums Chart       | 1        |
| Swiss Albums Chart        | 1        |
| Austrian Albums Chart     | 2        |
| Dutch Albums Chart        | 2        |
| French Albums Chart       | 16       |
| Norwegian Albums Chart    | 2        |
| Swedish Albums Chart      | 2        |
| UK Albums Chart           | 2        |
| Canadian Albums Chart     | 4        |
| New Zealand Albums Chart  | 4        |
| US Billboard Albums Chart | 4        |
| US R&B Albums Chart       | 7        |